# Kozmerice
Kozmerice so naselje v Občini Tolmin.